# Montreuil-l'Argillé
Montreuil-l'Argillé är en kommun i departementet Eure i regionen Normandie i norra Frankrike. Kommunen ligger i kantonen Broglie som tillhör arrondissementet Bernay. År 2022 hade Montreuil-l'Argillé 788 invånare.

## Befolkningsutveckling
Antalet invånare i kommunen Montreuil-l'Argillé
Referens:INSEE